# Rodrigo Gil de Hontañón

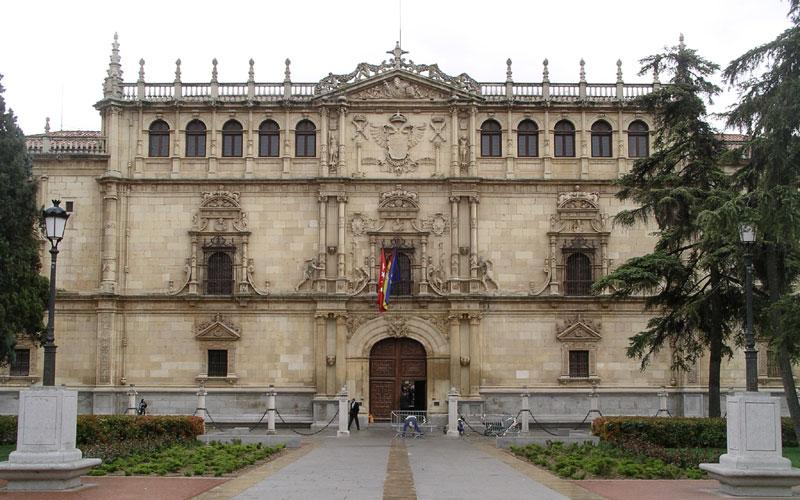
Facciata del Collegio San Ildefonso

Rodrigo Gil de Hontañón (Rascafría, 1500 – Segovia, 1577) è stato un architetto spagnolo del Rinascimento, figlio naturale dell'architetto Juan Gil de Hontañón.

## Opere principali
- Collabora dapprima come architetto col padre nelle cattedrali di Salamanca e Segovia, e poi nel 1526 alla morte del padre, diventa capomastro della Cattedrale di Segovia, en el 1538 capomastro della Cattedrale di Salamanca.

Altre opere a Salamanca
- Casa di Salina (1538)
- Palazzo Monterrey (1539)
- Scala di Soto nel Convento di Santo Stefano

Altre opere
- Chiesa di Santiago di Medina de Rioseco (1533 - ).
- Cattedrale di Santiago di Compostela. Lato della facciata chiostro si affaccia sulla piazza di Platerías (1540).
- Facciata del Collegio San Ildefonso della Università di Alcalá de Henares (1543 – 1583).
- Palazzo dei Guzmanes. León (1559 – 1566).